# Robyn Adele Anderson
Robyn Adele Anderson (n. 19 de febrero de 1989) es una cantante estadounidense que reside en Nueva York. Es miembro y artista destacada del proyecto de Scott Bradlee, Postmodern Jukebox. Sus videos publicados en YouTube superan las 250 millones de visitas. Ella cantó en las versiones de los sencillos que hicieron popular a la banda en 2013: «Thrift Shop» y «We Can't Stop». También cantó en Good Morning America (ABC) en dicho año y en TEDx en 2014.

## Primeros años y formación
Robyn Adele Anderson nació en Albany (Nueva York). Se crio en Glenmont con su madre, su padre y su media hermana. Tiene ascendencia alemana, holandesa, inglesa, escocesa y nativa americana. Asistió al colegio secundario Bethlehem Central High School, donde tocaba el clarinete en el ensamble de vientos de la institución y donde participó de varios coros.
Se graduó de la Universidad de Binghamton en 2011 con un BA en Ciencias Políticas, orientado a Estudios del Oriente Medio y Relaciones Internacionales. Durante un semestre estudió en la Universidad de Sevilla en 2009. Ganó la beca Israel J. Rosefksy, relacionada con el lenguaje y la cultura, junto con el premio de la Cancillería a la Excelencia Estudiantil en 2011. También fue interna en el proyecto Binghamton's Planet Library.

## Carrera

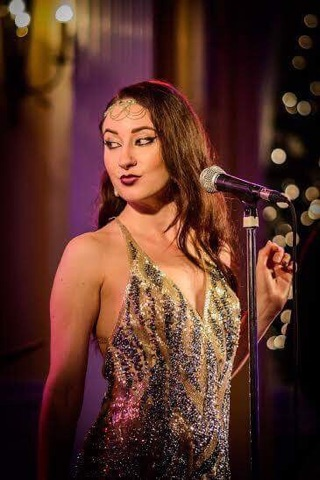
Robyn Adele Anderson durante una presentación

De 2012 a 2015, Anderson trabajó en el Centro para Refugiados ANSOB, una organización sin fines de lucro en Astoria (Nueva York), que asiste a los refugiados con servicios legales y sociales. En febrero de 2013 Anderson comenzó sus colaboraciones con Scott Bradlee, un pianista y arreglista estadounidense. En 2013 participó de la grabación de la versión de Postmodern Jukebox del sencillo de Macklemore & Ryan Lewis «Thrift Shop» (2012); dicho video recibió un millón de visitas en YouTube en la primera semana después de su publicación y cuatro millones en el primer año.
Luego de haber sido la vocalista principal de Postmodern Jukebox, Anderson creó su propio canal de YouTube. Hacia diciembre de 2019 su canal posee cerca de 539 000 suscriptores y 55,1 millones de visitas. En enero de 2014 comenzó a trabajar como escritora para la revista en línea de K pop KpopStarz.com. En 2015 fue elegida para actuar como Lilyan Tashman en el espectáculo de Cynthia von Buhler Speakeasy Dollhouse: Ziegfeld's Midnight Frolic en el Teatro Liberty. En 2016 hizo de Lucile en la producción de FlexCo The Flying Doctor, en el Central Booking Art Space. Ocasionalmente es una cantante invitada en el dúo The Skivvies.
En 2017, Anderson comenzó a hacer una serie de espectáculos solistas, que comenzó en el Feinstein's/54 Below y continuó en el Sleep No More's Manderley Bar. Al año siguiente hizo una gira de dos semanas junto con Von Smith.
Anderson le dio voz a la cantante polaca Robin Koninsky en el videojuego Red Dead Redemption 2, en el que también apareció el resto de Postmodern Jukebox.

## Videografía solista y con Postmodern Jukebox
Hacia diciembre de 2016, los videos de Postmodern Jukebox donde figuraba Anderson acumulaban 200 millones de visitas en YouTube.
Anderson se convirtió en una de los miembros fundadores de Postmodern Jukebox, dirigidos por Bradlee. En 2013 cantó una versión de «Thrift Shop», que recibió un millón de visitas en su primera semana y cuatro en su primer año.

## Discografía

### Discografía solista
- Vol. 1
- Vol. 2
- Vol. 3
- Vol. 4
- A Very Vintage Christmas - EP

### Presentaciones
- TEDx: «A bizarro world of pop music | Postmodern Jukebox | TEDxFoggyBottom»[6]
- Good Morning America[5]

### Discografía con Postmodern Jukebox
- Introducing Postmodern Jukebox (2013)
- Twist is the New Twerk (2014)
- Clubbin' with Grandpa (2014)
- Selfies on Kodachrome (2015)[25]